# Горенешть
Горенешть, Горенешті (рум. Gorănești) — село у повіті Арджеш в Румунії. Адміністративно підпорядковане місту Тополовень.
Село розташоване на відстані 92 км на північний захід від Бухареста, 17 км на схід від Пітешть, 116 км на північний схід від Крайови, 97 км на південний захід від Брашова.

## Населення
За даними перепису населення 2002 року у селі проживали 289 осіб, усі — румуни. Усі жителі села рідною мовою назвали румунську.